# Hellenic Train
Hellenic Train — железнодорожная компания-оператор, которая в настоящее время осуществляет управление всеми пассажирскими и грузовыми перевозками на территории Греции, используя железнодорожную инфраструктуру Организации железных дорог Греции (OSE), которой принадлежат большинство железнодорожных сетей страны. Акционерное общество TrainOSE (греч. ΤραινΟΣΕ) образовано 19 декабря 2005 года как 100% дочерняя компания OSE. В 2007 году компания стала оператором всего железнодорожного транспорта OSE. В июле 2007 года завершено приобретение компании Proastiakos SA (оператора пригородной железной дороги в Афинах). В декабре 2008 года 100% акций компании переданы государству. В апреле 2013 года 100% компании переданы Фонду развития активов Греческой Республики (HRADF), члену холдинга Hellenic Corporation of Assets and Participations (HCAP). В 2017 году 100% акций компании проданы итальянской группе Ferrovie dello Stato Italiane (FSI) за 45 млн евро. 1 июля 2022 года компания сменила название на Hellenic Train. Hellenic Train управляет всеми железнодорожными услугами на территории Греции, однако не имеет в собственности своего подвижного состава. Весь транспорт компания получает по договору лизинга от компании OSE. Штаб-квартира находится в Афинах.
Hellenic Train выполняет 342 маршрута (пассажирские и грузовые поезда) в сутки. В 2016 году было перевезено 15,6 млн пассажиров, из них 10,1 млн на пригородных линиях и 5,5 млн на междугороднем сообщении. Всего было передано 1,1 млн т грузов. 
В 2016 году общая выручка компании от пассажирских и коммерческих перевозок достигла 120 млн евро, а прибыль — 3,3 млн евро.
В компании Hellenic Train работает 637 сотрудников, и она использует 1160 локомотивов, вагонов и платформ.
Компания является членом Регулирующего органа железных дорог Греции (RAS), созданного в 2010 году, Международного союза железных дорог (UIC), Сообщества европейских железных дорог и инфраструктурных компаний (CER), Международного комитета по железнодорожному транспорту (CIT) и Forum Train Europe (FTE).

## Внутренние перевозки

### Главные направления
TrainOSE управляет тремя различными видами поездов: регулярные поезда (Κοινή αμαξοστοιχία), экспресс-поезда (Ταχεία) и поезда InterCity (IC).
Регулярные поезда это достаточно медленные поезда, с частыми остановками на всем протяжении маршрута. В то же время это самый дешевый способ перемещения по железной дороге. Экспресс-поезда являются более быстрыми и совершают меньше остановок, в основном в крупных населенных пунктах. Поезда InterCity — это самый быстрый и самый дорогой вид поездов в Греции. Стоимость билета на поезд InterCity как правило превышает в два или три раза стоимость проезда на регулярном поезде.
Пассажирские места похожи во всех классах в поездах дальнего следования. Бронирование билетов, бар и ресторан доступны в поездах дальнего следования и в поездах InterCity.
Нумерация поездов зависит от типа поезда. Регулярные поезда, а также пригородные электрички Проастиакос имеют номер из четырёх цифр. Экспресс-поезда имеют номера, состоящие из трёх цифр. А поезда InterCity нумеруются двумя цифрами, перед которыми стоит аббревиатура IC.
Следующая таблица показывает количество поездов на каждом направлении в будние дни по состоянию на август 2011 года:
| Направление                 | Intercity (IC) | Экспресс и регулярные |
| --------------------------- | -------------- | --------------------- |
| Афины — Салоники            | 6              | 1                     |
| Салоники — Александруполис  | 1              | 1                     |
| Афины — Леаноклади          |                | 2                     |
| Афины — Халкис              |                | 11                    |
| Салоники — Эдеса            |                | 11                    |
| Лариса — Волос              |                | 9                     |
| Афины — Каламбака           |                | 1                     |
| Салоники — Каламбака        |                | 1                     |
| Палеофарсалос — Каламбака   |                | 2                     |
| Александруполис — Орменион  |                | 3                     |
| Лианоклади — Ламия — Стилис |                | 12                    |
| Дьякопто — Калаврита        |                | 3                     |
| Лариса — Салоники           |                | 12                    |

### Проастиакос
Проастиакос (греч. Προαστιακός) — система пригородных электричек компании TrainOSE, работающая на железных дорогах Афин и Салоников. Изначально для обслуживания Проастиакос была создана отдельная компания-оператор, однако впоследствии была объединена с TrainOSE. Инфраструктура, построенная специально для Проастиакос является собственностью Организации железных дорог Греции.
Проастиакос является относительно новым инфраструктурным проектом, открытым к началу Летних Олимпийских игр 2004 года. К началу Олимпийских игр были открыты линии между международным аэропортом Элефтериос Венизелос и Афинами на станции Нерадзьотиса, около Олимпийского стадиона. В настоящее время Проастиакос обслуживает линии Пирей — Афины — Ано-Льосия; Ано-Льосия — международный аэропорт Элефтериос Венизелос; Ано-Льосия — Кьятон; Салоники — Лариса.
Подвижно состав состоит из моторвагонных поездов Siemens Desiro Class 600, которые применяются на электрифицированных участках пути, и поездов Stadler GTW 2/6 DMUs и MAN-2000 DMUs, которые используются на неэлектрифицированном участке пути Пирей — Афины — Ано-Льосия.
В Афинах Проастиакос сообщается с линией 1 Афинского метрополитена на станции Нерадзьотиса, с линией 2 на афинском железнодорожном вокзале и с линией 3 на станции Плакентиас.

### Грузовые перевозки
С декабря 2013 года ежедневные грузовые перевозки TrainOSE осуществляет по направлению Афины (Триасио, Εμπορευματικό Κέντρο Θριασίου Πεδίου в Аспропиргосе) — Салоники (Εμπορευματικό Κέντρο Θεσσαλονίκης в Синдосе) и обратно.
Также осуществляются интермодальные перевозки из порта Нео-Иконио (Νέο Ικόνιο) в Пераме по линии Триасио — Нео-Иконио и из порта Салоник.
Также осуществляются нерегулярные внутренние и международные грузовые перевозки.

## Международные перевозки
С 13 февраля 2011 года из-за финансового кризиса все международные маршруты были отменены. Некоторые, однако, впоследствии были восстановлены. До массовой отмены поездов существовали следующие маршруты:
- Салоники — Скопье — Белград (маршрут восстановлен);
- Салоники — София — Бухарест (маршрут восстановлен до Софии; в Салониках организован удобный стыковочный рейс в Афинах, что обеспечивает транзит пассажиров из Софии в Афины[7]);
- Салоники — Стамбул;
- Афины — София;